# Schmidtottia
Schmidtottia  es un género con 29 especies de plantas con flores perteneciente a la familia de las rubiáceas.
Es nativo de Cuba.

## Especies seleccionadas
- Schmidtottia corymbosa Borhidi (1977).
- Schmidtottia cubensis (Standl.) Urb. (1923).
- Schmidtottia cucullata Borhidi (1980).
- Schmidtottia elliptica (Britton) Urb. (1923).